# Pomme de Pain
Pomme de Pain è una catena francese dedita alla ristorazione veloce. Nasce nel 1980 grazie a Laurent Caraux, Bernard Vaillant e Pierre Truchet. Il primo ristorante fu aperto nello stesso anno della nascita a Parigi. La maggior parte dei ristoranti sono presenti in Francia.
Nel 1995 la società viene acquistata da Elior, aprendo alcuni locali nelle autostrade e operando anche negli aeroporti e nelle stazioni ferroviarie. Nello stesso anno Aubépain si unisce alla catena. Nel 2004 il fatturato di Pomme de Pain è stato di 30 milioni di euro.
Nel 2008 la catena apre per la prima volta il primo ristorante fuori dalla Francia, a Casablanca in Marocco. Nel 2011 Groupama ha annunciato la vendita della catena e Burger King era ritenuto il più probabile acquirente; l'azienda è stata poi acquisita dal gruppo Neuhauser che a sua volta è entrato a far parte del Groupe Soufflet. La catena conta 15 milioni di clienti all'anno.